# کاکودا
کاکودا در استان میاگی در کشور ژاپن واقع شده‌است که دارای جمعیت ۳۲٬۵۵۹ نفر و مساحت ۱۴۷٫۵۸ کیلومتر مربع با تراکم جمعیت ۲۲۱ نفر در کیلومترمربع است و در تاریخ ۱ اکتبر ۱۹۵۸ به عنوان شهر شناخته شد.